# 恵方町
恵方町（えほうちょう）は、愛知県名古屋市昭和区の地名。現行行政地名は恵方町1丁目から恵方町3丁目。住居表示未実施。

## 地理
名古屋市昭和区西部に位置する。

## 歴史

### 町名の由来
縁起のいい方角を意味する瑞祥地名という。

### 沿革
- 1933年（昭和8年）
  - 9月20日 - 中区広路町および同区御器所町の各一部により、同区恵方町として成立[1]。
  - 11月1日 - 中区御器所町の一部を編入する[1]。
- 1937年（昭和12年）10月1日 - 昭和区成立に伴い、同区恵方町となる[1]。
- 1950年（昭和25年）7月15日 - 一部が石仏町に編入される[1]。
- 1972年（昭和47年）8月1日 - 天池町・御所町・御器所町の各一部を編入する[1]。

## 世帯数と人口
2019年（平成31年）1月1日現在の世帯数と人口は以下の通りである。
| 町丁   | 世帯数  | 人口  |
| ------ | ------- | ----- |
| 恵方町 | 378世帯 | 768人 |

### 人口の変遷
国勢調査による人口の推移
| 1950年（昭和25年） | 982人   | [ 9 ]  |  |
| 1955年（昭和30年） | 1,236人 | [ 9 ]  |  |
| 1960年（昭和35年） | 1,429人 | [ 10 ] |  |
| 1965年（昭和40年） | 1,428人 | [ 10 ] |  |
| 1970年（昭和45年） | 1,405人 | [ 11 ] |  |
| 1975年（昭和50年） | 1,204人 | [ 11 ] |  |
| 1980年（昭和55年） | 1,061人 | [ 12 ] |  |
| 1985年（昭和60年） | 992人   | [ 12 ] |  |
| 1990年（平成2年）  | 922人   | [ 13 ] |  |
| 1995年（平成7年）  | 824人   | [ 14 ] |  |
| 2000年（平成12年） | 799人   | [ 15 ] |  |
| 2005年（平成17年） | 822人   | [ 16 ] |  |
| 2010年（平成22年） | 805人   | [ 17 ] |  |
| 2015年（平成27年） | 771人   | [ 18 ] |  |

## 学区
市立小・中学校に通う場合、学校等は以下の通りとなる。また、公立高等学校に通う場合の学区は以下の通りとなる。
| 丁目        | 番・番地等 | 小学校                 | 中学校               | 高等学校 |
| ----------- | ---------- | ---------------------- | -------------------- | -------- |
| 恵方町1丁目 | 全域       | 名古屋市立御器所小学校 | 名古屋市立桜山中学校 | 尾張学区 |
| 恵方町2丁目 | 全域       | 名古屋市立御器所小学校 | 名古屋市立桜山中学校 | 尾張学区 |
| 恵方町3丁目 | 全域       | 名古屋市立松栄小学校   | 名古屋市立桜山中学校 | 尾張学区 |

## 施設
- 愛知県営恵方住宅[7]
- カトリック恵方町教会[7]

## その他

### 日本郵便
- 郵便番号 : 466-0037[4]（集配局：昭和郵便局[21]）。